# Saison 32 d'Un cas pour deux
Chronologie
Saison 31 Saison 33
Cet article présente les épisodes de la trente-troisième saison de la série télévisée allemande Un cas pour deux.

## Distribution

### Acteurs principaux
- Claus Theo Gärtner : Josef Matula
- Paul Frielinghaus : Me Markus Lessing
- Caroline Grothgar : Kristin Wernstedt, la secrétaire de Me Lessing
- Anita Vulesica : Agnieszka Sychowski, l'amie de Matula

## Épisodes

### Épisode 1: Incognito (Incognito)
- Allemagne : 15 février 2013 sur ZDF
- France : 16 janvier 2015 sur France 3

- Julie Engelbrecht : (Susanne Brandt)
- Anne Bolik (Julia Sevik)
- Ercan Durmaz (Armin Zinner)
- Sonsee Neu (Astrid Valentin)
- Florian Bartholomai (Jan Steingart)
- Peter Benedict (Procureur Rupper)
- Rolf Berg
- Heidi Ecks

### Épisode 2: Vengeance aveugle (Blind Date)
- Allemagne : 22 février 2013 sur ZDF
- France : 16 janvier 2015 sur France 3

- Christina Hecke (Gloria von Hohe)
- Eleonore Weisgerber (Sybille von Hohe)
- Daniel Morgenroth (Professeur Ferdinand Eisinger)
- Enno Hesse (Benjamin Bahr)
- Martin Liema (Ralf Fuchs)
- Timo Jacobs (Simon)
- Johanna Liebeneiner (Madame le procureur)
- Sabrina Frank
- Philippe Jacq
- Ira Meindl

### Épisode 3: Un locataire gênant (Unterm Lindenbaum)
- Allemagne : 1er mars 2013 sur ZDF
- France : 19 janvier 2015 sur France 3

- Ingo Naujoks (Ingo Kringe)
- Sabine Vitua (Procureur Annette Winterfeld)
- Esther Esche (Lydia)
- Heinz W Krückeberg (Heinrich)
- Tilo Prückner (Richard Pritz)
- Martin Reese (Teddy)
- Jochen Stern (Ernst)
- Gabrielle Odinis
- Renate Becker
- Johannes Rotter
- Peter Harting

### Épisode 4: Le péché d'Adam (Adams Sünde)
- Allemagne : 8 mars 2013 sur ZDF
- France : 19 janvier 2015 sur France 3

- Branko Tomovic (Adam Sychowski)
- Peter Franke (Olaf Garbsen)
- Merab Ninidze (Baladjan)
- Konstantin Frolov (Pavel)
- Johanna Gastdorf (Procureure Reuss)
- Yasmina Filali (Olga)
- Andreas Grusinski (Gareli)
- Peter Clös  Harry l'ami de Matula qui tient un bar.
- Michael Kehr

### Épisode 5: Les riches et les pauvres (Schöner Sterben)
- Allemagne : 15 mars 2013 sur ZDF
- France : 20 janvier 2015 sur France 3

- Roeland Wiesnekker (Martin Erler)
- Brigitte Zeh (Simone Bölcke)
- Florentine Lahme (Tanja Torsow)
- Sabine Marcus (Uta Dienfenbach)
- Philippe Brenninkmeyer (Lars Dienfenbach)
- Stephane Grossman (Procureur)
- Dirk Martens (manager du club)
- Sabine Marcus
- Guntrum Brattia
- Fritz Roth

### Épisode 6: La conclusion (Letzte Worte)
- Autriche : 22 mars 2013 sur ORF 2
- Suisse : 26 mars 2013 sur SRF 1
- Allemagne : 29 mars 2013 sur ZDF
- France : 21 janvier 2015 sur France 3

- August Zirner (Werner Batschke)
- Katharina Müller-Elmau (Procureur Hüter)
- Hansa Czypionka (Johann Egger)
- Emily Cox (Edith Egger)
- Christoph Letkowski (Pit Egger)
- Claude-Oliver Rudolph (Rogowsky)
- Jörg Pose
- Christian Maria Goebel
- Marko Dyrlich